# Gra o miłość (film 2000)
Gra o miłość (tytuł oryg. Bounce) – amerykański dramat filmowy z 2000 roku w reżyserii Dona Roosa.

## Obsada
- Ben Affleck – Buddy Amaral
- Gwyneth Paltrow – Abby Janello
- Natasha Henstridge – Mimi Prager
- Edward Edwards – Ron Wachter
- Jennifer Grey – Janice Guerrero
- Tony Goldwyn – Greg Janello
- Lisa Carpenter-Prewitt – Carol Wilson
- Lisa Joyner – spikerka telewizyjna
- Richard Saxton – reporter CNN
- Caroline Aaron – Donna
- Johnny Galecki – Seth
- David Dorfman – Joey Janello
- Alex D. Linz – Scott Janello
- Juan García – Kevin Walters
- Mary Ellen Lyon – Ellen Seitz
- Joe Morton – Jim Willer
- David Paymer – prawnik (niewymieniony w czołówce)

Za swoje role Gwyneth Paltrow i Ben Affleck odebrali w roku 2001 nagrody Blockbuster Entertainment Award dla najlepszych aktorów dramatyczno-romantycznych. W tym samym roku nominowani zostali do MTV Movie Awards za najlepszy filmowy pocałunek.